# Locustellidae
Famille
Les Locustellidae sont une famille de passereaux constituée de 11 genres et de 63 espèces. Elle a été appelée Megaluridae pendant un temps, mais ce nom n'a pas la priorité, Locustellidae étant plus ancien.

## Taxinomie
La taxinomie de cette famille a été chamboulée par les travaux de Alström et al. (2011). Dans sa classification de référence version 3.5 (2013), le Congrès ornithologique international suit les conclusions de Oliveros et al. (2012) et déplace le genre Robsonius de la famille des Pellorneidae vers celle-ci.
En 2018, la famille est entièrement réorganisée par la classification de référence du Congrès ornithologique international (version 8.2, 2018) pour suivre les travaux de Per Alström (d) et son équipe.

## Liste alphabétique des genres
D'après la classification de référence du Congrès ornithologique international (version 14.2, 2024) :
- Bradypterus Swainson, 1837 (12 espèces)
- Catriscus Cabanis, 1851 (1 espèce)
- Cincloramphus Gould, 1838 (12 espèces)
- Elaphrornis Legge, 1879 (1 espèce)
- Helopsaltes Alström et al., 2018 (6 espèces)
- Locustella Kaup, 1829 (23 espèces)
- Malia Schlegel, 1880 (1 espèce)
- Megalurus Horsfield, 1821 (1 espèces)
- Poodytes Cabanis, 1851 (5 espèces)
- Robsonius Collar, 2006 (3 espèces)
- Schoenicola Blyth, 1844 (2 espèces)

## Liste des espèces
D'après la classification de référence du Congrès ornithologique international (version 8.2, 2018) :
Parmi celles-ci, il existe une espèce éteinte :
- †Poodytes rufescens — Mégalure des Chatham